# Screen Actors Guild Award voor een uitstekende prestatie door een vrouwelijke acteur in een bijrol
De Screen Actors Guild Award voor een uitstekende prestatie door een vrouwelijke acteur in een bijrol (Engels: Outstanding Performance by a Female Actor in a Supporting Role) wordt sinds 1994 uitgereikt. Dianne Wiest mocht de prijs als eerste in ontvangst nemen.

## Winnaars en genomineerden
De winnaars staan bovenaan in vette letters op een gele achtergrond. De overige acteurs en films die werden genomineerd staan eronder vermeld in alfabetische volgorde.

### 1994-1999
| Jaar              | Acteur                   | Film |
| ----------------- | ------------------------ | ---- |
| 1994 (1e)         |                          |      |
| Dianne Wiest      | Bullets Over Broadway    |      |
| Jamie Lee Curtis  | True Lies                |      |
| Sally Field       | Forrest Gump             |      |
| Uma Thurman       | Pulp Fiction             |      |
| Robin Wright      | Forrest Gump             |      |
| 1995 (2e)         |                          |      |
| Kate Winslet      | Sense and Sensibility    |      |
| Stockard Channing | Smoke                    |      |
| Anjelica Huston   | The Crossing Guard       |      |
| Mira Sorvino      | Mighty Aphrodite         |      |
| Mare Winningham   | Georgia                  |      |
| 1996 (3e)         |                          |      |
| Lauren Bacall     | The Mirror Has Two Faces |      |
| Juliette Binoche  | The English Patient      |      |
| Marisa Tomei      | Unhook the Stars         |      |
| Gwen Verdon       | Marvin's Room            |      |
| Renée Zellweger   | Jerry Maguire            |      |
| 1997 (4e):        |                          |      |
| Kim Basinger      | L.A. Confidential        |      |
| Gloria Stuart     | Titanic                  |      |
| Minnie Driver     | Good Will Hunting        |      |
| Alison Elliott    | The Wings of the Dove    |      |
| Julianne Moore    | Boogie Nights            |      |
| 1998 (5e)         |                          |      |
| Kathy Bates       | Primary Colors           |      |
| Brenda Blethyn    | Little Voice             |      |
| Judi Dench        | Shakespeare in Love      |      |
| Rachel Griffiths  | Hilary and Jackie        |      |
| Lynn Redgrave     | Gods and Monsters        |      |
| 1999 (6e)         |                          |      |
| Angelina Jolie    | Girl, Interrupted        |      |
| Cameron Diaz      | Being John Malkovich     |      |
| Catherine Keener  | Being John Malkovich     |      |
| Julianne Moore    | Magnolia                 |      |
| Chloë Sevigny     | Boys Don't Cry           |      |

### 2000-2009
| Jaar                 | Acteur                                          | Film |
| -------------------- | ----------------------------------------------- | ---- |
| 2000 (7e)            |                                                 |      |
| Judi Dench           | Chocolat                                        |      |
| Kate Hudson          | Almost Famous                                   |      |
| Frances McDormand    | Almost Famous                                   |      |
| Julie Walters        | Billy Elliot                                    |      |
| Kate Winslet         | Quills                                          |      |
| 2001 (8e)            |                                                 |      |
| Helen Mirren         | Gosford Park                                    |      |
| Cate Blanchett       | Bandits                                         |      |
| Judi Dench           | The Shipping News                               |      |
| Cameron Diaz         | Vanilla Sky                                     |      |
| Dakota Fanning       | I Am Sam                                        |      |
| 2002 (9e)            |                                                 |      |
| Catherine Zeta-Jones | Chicago                                         |      |
| Kathy Bates          | About Schmidt                                   |      |
| Julianne Moore       | The Hours                                       |      |
| Michelle Pfeiffer    | White Oleander                                  |      |
| Queen Latifah        | Chicago                                         |      |
| 2003 (10e)           |                                                 |      |
| Renée Zellweger      | Cold Mountain                                   |      |
| Maria Bello          | The Cooler                                      |      |
| Keisha Castle-Hughes | Whale Rider                                     |      |
| Patricia Clarkson    | Pieces of April                                 |      |
| Holly Hunter         | Thirteen                                        |      |
| 2004 (11e)           |                                                 |      |
| Cate Blanchett       | The Aviator                                     |      |
| Cloris Leachman      | Spanglish                                       |      |
| Laura Linney         | Kinsey                                          |      |
| Virginia Madsen      | Sideways                                        |      |
| Sophie Okonedo       | Hotel Rwanda                                    |      |
| 2005 (12e)           |                                                 |      |
| Rachel Weisz         | The Constant Gardener                           |      |
| Amy Adams            | Junebug                                         |      |
| Catherine Keener     | Capote                                          |      |
| Frances McDormand    | North Country                                   |      |
| Michelle Williams    | Brokeback Mountain                              |      |
| 2006 (13e)           |                                                 |      |
| Jennifer Hudson      | Dreamgirls                                      |      |
| Adriana Barraza      | Babel                                           |      |
| Cate Blanchett       | Notes on a Scandal                              |      |
| Abigail Breslin      | Little Miss Sunshine                            |      |
| Rinko Kikuchi        | Babel                                           |      |
| 2007 (14e)           |                                                 |      |
| Ruby Dee             | American Gangster                               |      |
| Cate Blanchett       | I'm Not There                                   |      |
| Catherine Keener     | Into the Wild                                   |      |
| Amy Ryan             | Gone Baby Gone                                  |      |
| Tilda Swinton        | Michael Clayton                                 |      |
| 2008 (15e)           |                                                 |      |
| Kate Winslet         | The Reader                                      |      |
| Amy Adams            | Doubt                                           |      |
| Penélope Cruz        | Vicky Cristina Barcelona                        |      |
| Viola Davis          | Doubt                                           |      |
| Taraji P. Henson     | The Curious Case of Benjamin Button             |      |
| 2009 (16e)           |                                                 |      |
| Mo'Nique             | Precious: Based on the Novel "Push" by Sapphire |      |
| Penélope Cruz        | Nine                                            |      |
| Vera Farmiga         | Up in the Air                                   |      |
| Anna Kendrick        | Up in the Air                                   |      |
| Diane Kruger         | Inglourious Basterds                            |      |

### 2010-2019
| Jaar                 | Acteur                         | Film |
| -------------------- | ------------------------------ | ---- |
| 2010 (17e)           |                                |      |
| Melissa Leo          | The Fighter                    |      |
| Amy Adams            | The Fighter                    |      |
| Helena Bonham Carter | The King's Speech              |      |
| Mila Kunis           | Black Swan                     |      |
| Hailee Steinfeld     | True Grit                      |      |
| 2011 (18e)           |                                |      |
| Octavia Spencer      | The Help                       |      |
| Bérénice Bejo        | The Artist                     |      |
| Jessica Chastain     | The Help                       |      |
| Melissa McCarthy     | Bridesmaids                    |      |
| Janet McTeer         | Albert Nobbs                   |      |
| 2012 (19e)           |                                |      |
| Anne Hathaway        | Les Misérables                 |      |
| Sally Field          | Lincoln                        |      |
| Helen Hunt           | The Sessions                   |      |
| Nicole Kidman        | The Paperboy                   |      |
| Maggie Smith         | The Best Exotic Marigold Hotel |      |
| 2013 (20e)           |                                |      |
| Lupita Nyong'o       | 12 Years a Slave               |      |
| Jennifer Lawrence    | American Hustle                |      |
| Julia Roberts        | August: Osage County           |      |
| June Squibb          | Nebraska                       |      |
| Oprah Winfrey        | The Butler                     |      |
| 2014 (21e)           |                                |      |
| Patricia Arquette    | Boyhood                        |      |
| Keira Knightley      | The Imitation Game             |      |
| Emma Stone           | Birdman                        |      |
| Meryl Streep         | Into the Woods                 |      |
| Naomi Watts          | St. Vincent                    |      |
| 2015 (22e)           |                                |      |
| Alicia Vikander      | The Danish Girl                |      |
| Rooney Mara          | Carol                          |      |
| Rachel McAdams       | Spotlight                      |      |
| Helen Mirren         | Trumbo                         |      |
| Kate Winslet         | Steve Jobs                     |      |
| 2016 (23e)           |                                |      |
| Viola Davis          | Fences                         |      |
| Naomie Harris        | Moonlight                      |      |
| Nicole Kidman        | Lion                           |      |
| Octavia Spencer      | Hidden Figures                 |      |
| Michelle Williams    | Manchester by the Sea          |      |
| 2017 (24e)           |                                |      |
| Allison Janney       | I, Tonya                       |      |
| Mary J. Blige        | Mudbound                       |      |
| Hong Chau            | Downsizing                     |      |
| Holly Hunter         | The Big Sick                   |      |
| Laurie Metcalf       | Lady Bird                      |      |
| 2018 (25e)           |                                |      |
| Emily Blunt          | A Quiet Place                  |      |
| Amy Adams            | Vice                           |      |
| Margot Robbie        | Mary Queen of Scots            |      |
| Emma Stone           | The Favourite                  |      |
| Rachel Weisz         | The Favourite                  |      |
| 2019 (26e)           |                                |      |
| Laura Dern           | Marriage Story                 |      |
| Scarlett Johansson   | Jojo Rabbit                    |      |
| Nicole Kidman        | Bombshell                      |      |
| Jennifer Lopez       | Hustlers                       |      |
| Margot Robbie        | Bombshell                      |      |

### 2020-2029
| Jaar                 | Acteur                            | Film |
| -------------------- | --------------------------------- | ---- |
| 2020 (27e)           |                                   |      |
| Yu-jung Youn         | Minari                            |      |
| Maria Bakalova       | Borat Subsequent Moviefilm        |      |
| Glenn Close          | Hillbilly Elegy                   |      |
| Olivia Colman        | The Father                        |      |
| Helena Zengel        | News of the World                 |      |
| 2021 (28e)           |                                   |      |
| Ariana DeBose        | West Side Story                   |      |
| Caitriona Balfe      | Belfast                           |      |
| Cate Blanchett       | Nightmare Alley                   |      |
| Kirsten Dunst        | The Power of the Dog              |      |
| Ruth Negga           | Passing                           |      |
| 2022 (29e)           |                                   |      |
| Jamie Lee Curtis     | Everything Everywhere All at Once |      |
| Angela Bassett       | Black Panther: Wakanda Forever    |      |
| Hong Chau            | The Whale                         |      |
| Kerry Condon         | The Banshees of Inisherin         |      |
| Stephanie Hsu        | Everything Everywhere All at Once |      |
| 2023 (30e)           |                                   |      |
| Da'Vine Joy Randolph | The Holdovers                     |      |
| Emily Blunt          | Oppenheimer                       |      |
| Danielle Brooks      | The Color Purple                  |      |
| Penélope Cruz        | Ferrari                           |      |
| Jodie Foster         | Nyad                              |      |
| 2024 (31e)           |                                   |      |
| Zoe Saldaña          | Emilia Pérez                      |      |
| Monica Barbaro       | A Complete Unknown                |      |
| Jamie Lee Curtis     | The Last Showgirl                 |      |
| Danielle Deadwyler   | The Piano Lesson                  |      |
| Ariana Grande        | Wicked                            |      |